# Gidō Shūshin
Gidō Shūshin (jap. 義堂 周信; ur. 1 marca 1325, zm. 10 maja 1388) – japoński mistrz zen ze szkoły rinzai, poeta.

## Biografia
Pochodził z prowincji Tosa.
W wieku 13 lat rozpoczął naukę w klasztorze, a w rok później przyjął wskazania buddyjskie. Następnie studiował buddyzm ezoteryczny na górze Hiei. Wkrótce jednak zainteresował się zen i wstąpił do Tenryū-ji. Jego nauczycielem był mistrz zen Soseki Musō. Został jego następcą Dharmy.
Po śmierci mistrza przez jakiś czas przebywał w klasztorze Kennin-ji prowadzonym przez mistrza zen Tokkena Ryūzana.
W 1360 r. został zaproszony do Kamakury przez Motoujiego Ashikagę, zastępcę sioguna we wschodnich prowincjach. Początkowo przebywał w Engaku-ji, a od 1366 r. w Zempuku-ji. W 1371 r. Gidō wybudował świątynię Hōon-ji przy wsparciu finansowym potężnej rodziny Uesugi. W 1380 r. z rozkazu sioguna Yoshimitsu Ashikagi został opatem Kennin-ji, ale w 1386 r. przeniósł się do Nanzen-ji.
Miał szlachetny umysł, wierzył w wielkie ideały, dlatego nie pochwalał klerykalnego udziału w rządach. Jednak nauczał Ujimitsu (syna Motoujiego) zasad zen i historii okresu Song w Chinach. Gdy siogun podjął próbę zaprowadzenia harmonijnego współżycia do pełnych napięć relacji pomiędzy gałęziami rodu z Kamakury i Kioto, przysłużył się siogunowi pomagając w założeniu Shōkoku-ji oraz zaaprobował system Pięciu Gór. 
Chociaż występował przeciwko mnichom zen, którzy zajmują się literaturą i studiami konfucjańskimi i oskarżał ich brak wierności wobec zen, sam był znakomitym poetą.
Zarówno on jak i jego brat dharmiczny Zekkai Chūshin, byli nazywani „jasnymi klejnotami literatury Pięciu Gór”.

## Prace literackie
- Kūge Nikkushū (空華日工集) - dziennki
- Jōkan jūwa ruiju sōon renpōshū (重刊貞和類聚祖苑聯芳集)
- Kūge nichiyō kufū ryakushū (空華日用工夫略集)

## Linia przekazu Dharmy
- 54/27. Wuxue Zuyuan (1226–1286) (także Foguang)
  - 55/28/1. Mugai Nyodai (1223–1298) mniszka, pierwsza mistrzyni zen
  - 55/28/1. Kōhō Kennichi (1241–1316) Japonia.
    - 56/29/2. Musō Soseki (1275–1351)
      - 57/30/3. Mukyoku Shigen (1282–1359)
        - 58/31/4. Kūkoku Myōō (1328–1407)
          - 59/32/5. Donchū Dōhō (1365–1409)

      - 57/30/3. Shun’oku Myōha (1311–1388)
      - 57/30/3. Seizan Jiei (1302–1369)
      - 57/30/3. Ryūshū Shūtaku (1308–1388)
      - 57/30/3. Chūgan Engetsu (1300–1375)
      - 57/30/3. Gidō Shūshin (1325–1388)
      - 57/30/3. Zekkai Chūshin (1336–1405)
        - 58/31/4. Ishō Tokugan (bd)
          - 59/32/5. Zuikei Shūhō (1391–1473)
          - 59/32/5. Kisei Reigen (1403–1488)